# L'Éveil (Angel)
L'Éveil est le 10e épisode de la saison 4 de la série télévisée Angel.

## Synopsis
Toute l'équipe d'Angel Investigations cherche vainement une solution pour restaurer la lumière du soleil et vaincre la Bête. Wesley ramène alors à l'hôtel Hyperion un shaman nommé Wo-Pang, capable de retirer l'âme d'Angel et donc de le transformer à nouveau en Angelus, seule personne qui peut les aider à vaincre la Bête. Angel accepte à contrecœur car il n'y a pas d'autre option et se fait enfermer dans une cage au sous-sol de l'hôtel. Wo-Pang commence le rituel, puis soudainement tente de tuer Angel qui parvient à se libérer. Angel est sur le point de l'interroger mais Wo-Pang se suicide. Wesley découvre par ses recherches qu'une épée a le pouvoir de tuer la Bête et une vision de Cordelia indique au groupe l'emplacement de cette arme : dans les souterrains de Los Angeles. Angel, Cordelia, Connor et Wesley partent par les égouts à la recherche de l'épée et Angel finit par la trouver après avoir déjoué quelques pièges. Cordelia et Angel sont séparés des autres et Cordelia s'excuse de ce qui s'est passé avec Connor. S'avouant mutuellement leur amour, ils s'embrassent et Connor les surprend et s'enfuit. De retour à l'hôtel, le groupe est attaqué par la Bête et Angel la tue avec l'épée. Le soleil revient et Connor et Angel se réconcilient. Angel fait ensuite l'amour avec Cordelia et connaît le bonheur parfait. 
Il se réveille alors, toujours attaché dans le sous-sol de l'hôtel. Wo-Pang a achevé le rituel, et Angelus éclate d'un rire démoniaque alors que l'on aperçoit la bouteille contenant l'âme d'Angel.  

## Statut particulier
Dans cet épisode, Angel redevient à nouveau Angelus par le biais d'un sortilège qui lui fait perdre son âme. Noel Murray, du site The A.V. Club, évoque un épisode qui, même s'il est « handicapé par les défauts récurrents de la saison », le traitement des personnages de Connor et de Cordelia, est assez fort, et dont il n'avait pas vu venir le « twist final stupéfiant » qui est un choix à la fois « audacieux et impitoyable » de la part des scénaristes. Daniel Erenberg, de Slayage, le compte parmi les meilleurs épisodes de la série, estimant que c'est l'épisode « le plus étrange et le plus rafraichissant qu'il ait vu depuis Cauchemar » et que son dénouement « fait froid dans le dos ». Pour le site Critically Touched, qui lui donne la note de B-, le principal intérêt de l'épisode est ce qu'il révèle sur « l'idée qu'Angel se fait du bonheur parfait », le scénario étant largement au service de ce personnage au détriment des autres, et sa scène finale est « plutôt efficace » mais l'épisode devient « assez ennuyeux » si on le regarde plusieurs fois.

## Distribution

### Acteurs crédités au générique
- David Boreanaz : Angel
- Charisma Carpenter : Cordelia Chase
- J. August Richards : Charles Gunn
- Amy Acker : Winifred Burkle
- Vincent Kartheiser : Connor
- Alexis Denisof : Wesley Wyndam-Pryce

### Acteurs crédités en début d'épisode
- Andy Hallett : Lorne
- Vladimir Kulich : La Bête
- Roger Yuan : Wo-Pang